# Сенгилеевское
Сенгилеевское — село в Шпаковском муниципальном округе Ставропольского края России.

## Название
Варианты наименования: Богоявленское, Сенгилеевка, Сенгилеевская:151.

Прежнее название Богоявленское, связанное с церковью, не привилось. Название Сенгилеевское происходит от собственного имени на языке народа, проживавшего здесь до прихода русских.— Гниловской В. Г. Занимательное краеведение (1954)
В XIX веке, после переименования села Богоявленского в станицу Сенгилеевскую, название Сенгилеевское также закрепилось за озером Рыбным (ныне на его месте находится Сенгилеевское водохранилище). В исследовании горного инженера Е. М. Юшкина «Озера Кубанской области при Ставропольской границе» (1912) в частности сообщалось, что владельцами этого озера «с одной стороны являются общества кубанских станиц Сенгилеевской и Новомарьевской (последняя незначительной частью), — колония Иогансдорф и казна с другой стороны, уже в Ставропольской губернии… Все владельцы эксплуатируют через арендаторов это озеро, как хорошее рыбное».

## География
Село расположено на юго-западном берегу Егорлыкского водохранилища, на высоте 245 метров над уровнем моря. Юго-восточнее Сенгилеевского в водохранилище впадает река Сенгилеевка (Земзюлька). Севернее села, в правобережье Егорлыка, находится гора Бекет.
Расстояние до краевого центра: 28 км. Расстояние до районного центра: 35 км.
Сегилеевское соединено с посёлком Левоегорлыкским, станицей Каменнобродской, хутором Родионовым, посёлком Солнечнодольском и станицей Новотроицкой автодорогой общего пользования регионального значения 07К-038 «Сенгилеевское — Новотроицкая».

## История

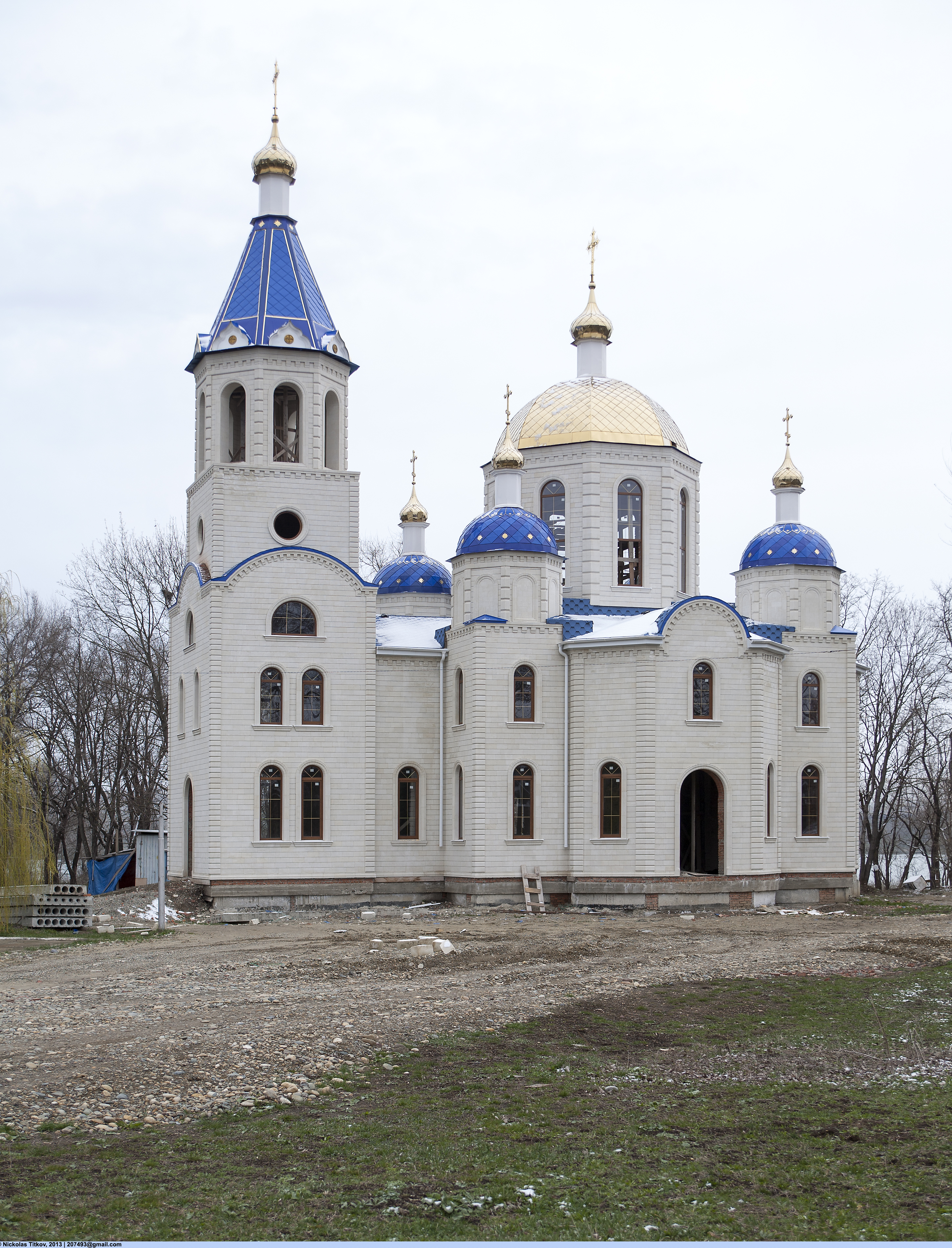
Церковь Казанской иконы Божией Матери

Основано на реке Егорлык в 1797 году по указу императрицы Екатерины II. Первыми поселенцами стали однодворцы из населённых пунктов Щигоровского, Белгородского, Обоянского, Корочанского, Фатежского и некоторых других уездов Курской губернии. Основатели селения назвали его Богоявленским — в честь одного из древнейших христианских праздников:149.
1 января 1833 года село Богоявленское было переименовано в станицу Сенгилеевскую Ставропольского казачьего полка КЛКВ:151. Станица входила в Лабинский отдел Кубанской области. С 1870 года — снова село
В 1924 году образован исполнительный комитет Сенгилеевского сельского Совета рабочих, крестьянских и красноармейских депутатов станицы Сенгилеевской.
Законом Ставропольского края от 4 октября 2004 года № 88-кз Сенгилеевский сельсовет наделён статусом сельского поселения.
До 16 марта 2020 года село было административным центром упразднённого Сенгилеевского сельсовета.

## Население
| 1802  | 1839  | 1845  | 1855  | 1858  | 1861  | 1875  | 1882  | 1896  |
| ----- | ----- | ----- | ----- | ----- | ----- | ----- | ----- | ----- |
| 1450  | ↗1650 | ↘1458 | ↗1520 | ↗1615 | ↘1433 | ↗1760 | ↗2201 | ↗2718 |
| 1916  | 1989  | 2002  | 2010  | 2013  | 2014  | 2021  |       |       |
| ↗4647 | ↘2744 | ↘2630 | ↗2655 | ↗2674 | ↗2700 | ↘2458 |       |       |

По данным переписи 2002 года, 89 % населения — русские.

## Инфраструктура
- Сельский культурный комплекс[25]
- Туристические объекты (базы отдыха)[26][27]

## Образование
- Детский сад № 8[28]
- Детский сад № 9[29]. Открыт 15 октября 1970 года как детский сад-ясли колхоза имени Ленина[30]
- Средняя общеобразовательная школа № 8. Открыта 5 октября 1952 года[31]
- Специальная (коррекционная) общеобразовательная школа-интернат № 5 VIII вида[32]

## Экономика
В советское время в Сенгилеевском действовали несколько сельскохозяйственных артелей (колхозов), в том числе: «8 Марта», им. Ворошилова (образованы в 1932 году); им. Калинина (образована в 1946 году); имени Ленина (образована в 1950 году).

## Русская православная церковь

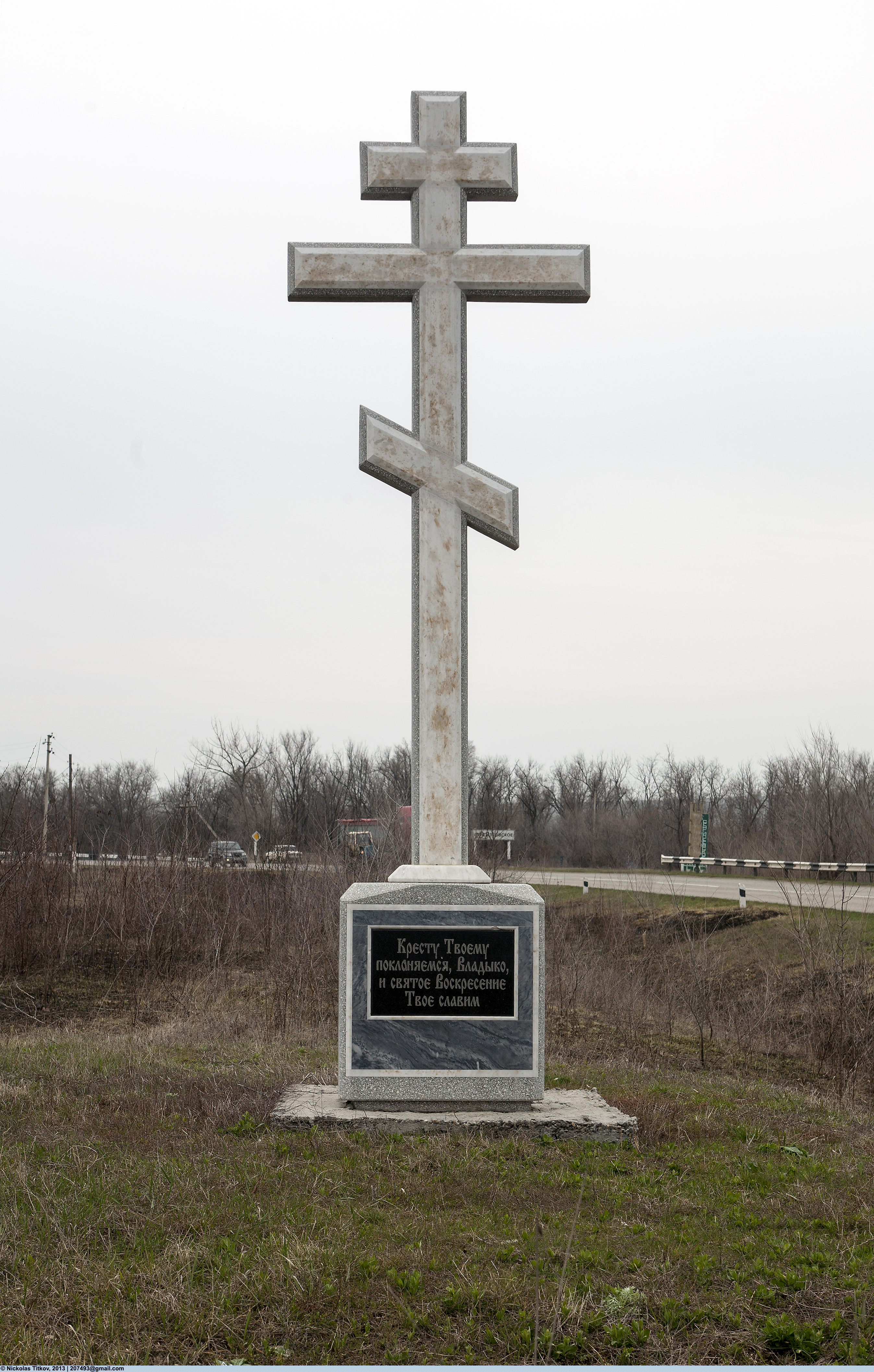
Памятный каменный крест

- Казанский храм[37]

## Люди, связанные с селом
- Пирогов Иван Захарович - участник Великой Отечественной войны, Герой Советского Союза. Жил и умер в Сенгилеевском

## Эпидемиология
- Находится в местности, отнесенной к активным природным очагам туляремии[38]

## Памятники
- Братская могила 10 красных партизан, погибших в годы гражданской войны, и советских воинов, погибших в борьбе с фашистами. 1918—1920, 1942—1943, 1975 года[39][40]
- Памятник В. И. Ленину. 1970 год[41]

## Кладбища
На въезде в село находится общественное закрытое кладбище. В 1740 м на юго-восток от здания администрации Сенгилеевского сельсовета расположено общественное открытое кладбище площадью 20 000 м².